# Garelli Formuno
Die Garelli Formuno war ein Kleinkraftrad des italienischen Herstellers Garelli, das von 1986 bis 1991 produziert wurde. Es wurde in verschiedenen Varianten angeboten, darunter die Modelle Formuno Road und Formuno Raid, die sich hauptsächlich in Ausstattung und Einsatzgebiet unterschieden. Die Formuno war auf den innerörtlichen Einsatz ausgerichtet und zeichnete sich durch ihre kompakte Bauweise und einfache Bedienung aus.
Das Modell hatte einen luftgekühlten Einzylinder-Zweitaktmotor und ein mit der Hand zu schaltendes Dreiganggetriebe. Die Formuno war besonders für junge Fahrer in Ländern mit Führerscheinregelungen für Kleinkrafträder vorgesehen.

## Modellvarianten
- Formuno Road: straßenorientierte Version mit sportlicher Ausstattung
- Formuno Raid: geländeorientierte Version mit verstärktem Fahrwerk und höherem Schutzblech

## Technische Daten
| Merkmal               | Angabe                                 |
| --------------------- | -------------------------------------- |
| Motortyp              | Einzylinder-Zweitaktmotor, luftgekühlt |
| Hubraum               | 49 cm³                                 |
| Bohrung × Hub         | 40 mm × 39 mm                          |
| Leistung              | ca. 2,5 PS bei 6000/min                |
| Getriebe              | 3-Gang-Schaltgetriebe                  |
| Antrieb               | Kette                                  |
| Zündung               | Elektronisch (CDI)                     |
| Kupplung              | Mehrscheibenkupplung im Ölbad          |
| Rahmen                | Stahlrohrrahmen                        |
| Vorderradaufhängung   | Teleskopgabel                          |
| Hinterradaufhängung   | Schwinge mit Federbeinen               |
| Bremsen vorne/hinten  | Trommelbremse/Trommelbremse            |
| Reifen vorne          | 2.50 × 17"                             |
| Reifen hinten         | 2.75 × 17"                             |
| Leergewicht           | ca. 60 kg                              |
| Höchstgeschwindigkeit | ca. 45 km/h                            |
| Tankinhalt            | ca. 5 Liter                            |
| Verbrauch             | ca. 2,5 l/100 km                       |